# Марш на живите
Маршът на живите (на полски: Marsz Żywych) в Освиенцим, Полша е ежегодна мемориална манифестация в рамките на образователен проект, насочен предимно към младежите.
Организира се от 1988 г. от Израелското образователно министерство на територията на концентрационния лагер в Аушвиц. От 1996 г. „Маршът на живите“ се организира всяка година. Провежда се на Международния възпоменателен ден на жертвите на Холокоста.
Участието в „Марша на живите“ е начин да се почете паметта на хората, загинали от нацистка Германия по време на Втората световна война; манифестация, която цели да припомни важни ценности като достойнство и равенство, толерантност, правото на всеки човек да живее в мир.
„Маршът на живите“ е събитие, което почита жертвите на Холокоста. Първата подобна инициатива се случва 75 години след започването на масовото депортиране на европейски евреи до лагера на смъртта Аушвиц. По-голямата част от тези хора са убити в газовите камери веднага след своето пристигане. Най-много жертви дават гражданите на Унгария и Втората полска република.
Маршът приключва с церемония на Паметника на жертвите от лагера, издигнат между руините на двете най-големи газови камери и крематориуми.
„Маршът на живите“ е образователен проект, организиран от международната организация March of the Living. Под егидата на тази организация млади хора от различни страни, предимно ученици и студенти, посещават концентрационни лагери, създадени от Германия на превзетите полски земи. Важен елемент от церемонията са срещите между връстници и полски Праведници на света. Кулминацията на проекта е маршът между лагерите в Международния възпоменателен ден на жертвите на Холокоста. Първият марш се провежда през 1988 г.